# Daptone Records
La Daptone Records è un'etichetta discografica indipendente statunitense attiva nell'ambito dei generi funk e soul. La label è stata fondata nei primi anni 2000 da Gabriel Roth e Neal Sugarman ed ha sede a Brooklyn.

## Artisti
- Antibalas
- The Budos Band
- Charles Bradley
- Lee Fields
- Menahan Street Band
- The Mighty Imperials
- Naomi Shelton
- Saun & Starr aka The Dap Ettes
- Sharon Jones & The Dap-Kings
- The Sugarman 3
- Adam Scone
- Jalen Ngonda